# دي إف (أمر يونكس)
df (اختصار لـ free disk) هو أمر يونكس قياسي يستخدم لعرض مقدار مساحة القرص المتوفرة لأنظمة الملفات التي يكون لدى المستخدم المستدعي حق وصول للقراءة. يتم تطبيقه عادةً باستخدام استدعاءات نظام statfs أو statvfs.

## التاريخ
ظهر لأول مرة في الإصدار 1 AT&T UNIX . نسخة من المجمعة في مجموعة غنو الأساسية بواسطة توربيورن جرانلوند وديفيد ماكنزي وبول ايجيرت.

## استعمال
مواصفات يونكس المنفردة لـ هي: 
```
df
 
[
-k
]
 
[
-P
|
-t
]
 
[
-del
]
 
[
file...
]

```

K-
استخدم وحدات 1024 بايت، بدلاً من وحدات 512 بايت الافتراضية، عند كتابة أشكال المسافات.
-P
استخدم تنسيق الإخراج القياسي والمحمول
-t
إذا كان XSI متوافقًا، اعرض المساحة المخصصة أيضًا   
-h
عرض في كيلوبايت، ميغابايت، أو غيغابايت
file
اكتب مقدار المساحة الحرة لنظام الملفات الذي يحتوي على الملف المحدد

## تخصيص
<fs name></fs name>
اسم نظام الملفات، بتنسيق معرف بالتنفيذ.
<total space></total space>
الحجم الكلي لنظام الملفات بوحدات 512 بايت. يتم تعريف المعنى الدقيق لهذا الرقم للتنفيذ، ولكن يجب أن يتضمن <space used></space used> ، <space free></space free> ، بالإضافة إلى أي مساحة محجوزة من قبل النظام غير متاحة عادة للمستخدم.
<space used></space used>
إجمالي مساحة المساحة المخصصة للملفات الموجودة في نظام الملفات، بوحدات 512 بايت.
<space free></space free>
إجمالي مساحة المساحة المتاحة داخل نظام الملفات لإنشاء ملفات جديدة بواسطة مستخدمين غير محظورين، بوحدات 512 بايت. عندما يكون هذا الرقم أقل من الصفر أو يساويه، فلن يكون من الممكن إنشاء أي ملفات جديدة على نظام الملفات دون حذف الآخرين أولاً، إلا إذا كانت العملية لها الامتيازات المناسبة. قد يكون الرقم المكتوب أقل من الصفر.
<percentage used></percentage used>
النسبة المئوية للمساحة المتاحة عادة والتي يتم تخصيصها حاليا لجميع الملفات على نظام الملفات. يجب حساب هذا باستخدام الكسر:
<space used>(<space used> + <space free>)
أعرب كنسبة مئوية. قد تكون هذه النسبة أكبر من 100 إذا كانت <space free></space free> أقل من الصفر. يجب التعبير عن قيمة النسبة المئوية كعدد صحيح موجب، مع تقريب أي نتيجة كسرية إلى العدد الصحيح التالي الأعلى.
<fs root></fs root>
الدليل الذي يظهر أدناه تسلسل هرمي نظام الملفات

## مثال
فيما يلي مثال لإخراج الأمر df. 
```
$ 
df

Filesystem    1024-blocks      Free %Used    Iused %Iused Mounted on

/dev/hd4            32768     16016   52%     2271    14% /

/dev/hd2          4587520   1889420   59%    37791     4% /usr

/dev/hd9var         65536     12032   82%      518     4% /var

/dev/hd3           819200    637832   23%     1829     1% /tmp

/dev/hd1           524288    395848   25%      421     1% /home

/proc                   -         -    -         -     -  /proc

/dev/hd10opt        65536     26004   61%      654     4% /opt

```